# 黄俊霞
黄俊霞（1975年10月9日—），中国女子曲棍球运动员。她在2008年夏季奥林匹克运动会中，参加了女子曲棍球并获得银牌。她也曾参加2000年和2004年夏季奥林匹克运动会。